# Augusta (tytuł)
Augusta (łac.) – tytuł nadawany rzymskiej cesarzowej.
Zgodnie z wolą pierwszego augusta Oktawiana, jako pierwsza tytuł ten otrzymała – po jego śmierci w 14 roku n.e. – Liwia Druzylla (58 p.n.e.–29 n.e.), zwana od tego czasu Julią Augustą. Po niej tytuł augusty otrzymały m.in.: Antonia Młodsza (36 p.n.e.–37 n.e.), Agrypina Młodsza (15 n.e.–59 n.e.), Poppea Sabina (30–65) i Faustyna Młodsza (130–175).